# Будинок «Слово» (фільм, 2021)
«Будинок „Слово“: Нескінчений роман» (англ. «Slovo» House: Unfinished Novel) — український повнометражний художній фільм режисера Тараса Томенка — драматична історія українських письменників, яких зібрали в одному будинку під одним дахом, щоб змусити їх працювати в ім'я системи. Історія про те, як комуністичний рай перетворюється на комуністичне пекло.
Світова прем'єра фільму відбулась 2021 року на 37-му Варшавському кінофестивалі. Українська прем'єра фільму відбулась у Чернівцях 17 червня 2022 року на фестивалі Миколайчук OPEN. В прокаті — з 9 травня 2024 року.

## Сюжет
1927 року у Харкові за наказом Сталіна збудовано особливий будинок. Тут оселилися найкращі українські митці — поети, письменники, художники та режисери. Сама лише можливість жити тут вже була для тогочасних творців визнанням. Якось у будинку з'являється новенький. Він працює коректором преси та понад усе мріє влитися в когорту провідних письменників. Аби оселитися тут йому дійсно знадобився талант — талант підслуховувати та переповідати все почуте агенту НКВС.

## У ролях
- Дмитро Вікулов — Остап Вишня
- Борис Георгієвський
- Ігор Гнєзділов
- Євген Гудзь
- Денис Драчевський
- Остап Дзядек — Василь Седляр
- В'ячеслав Довженко — Микола Хвильовий[3]
- Олег Іваниця — гість з Німеччини (Бертольт Брехт), який високо оцінив твір «Комунари» ніби авторства Акімова
- Андрій Ісаєнко — Майк Йогансен[3]
- Марина Кошкина — Галя, працівниця їдальні будинку «Слово»
- Слава Красовська — Наталія Ужвій
- Євген Ламах — Іван Багряний
- Андрій Май — Володимир Сосюра
- Ніна Набока — Валя, працівниця їдальні будинку «Слово»
- Юрій Одинокий — Менер, працівник НКВС[4]
- Дмитро Олійник — Володимир Акімов[5]
- Дмитро Орлов
- Анжеліка Петровська — продавчиня квітів
- Геннадій Попенко — Михайль Семенко[3]
- Тіана Рейс
- Світлана Салацька
- Олена Світлицька — Валентина Чистякова
- Серафіма
- Анна Соколова
- Станіслав Сукненко — Лесь Курбас
- Костянтин Темляк — Павло Тичина
- Роман Халаїмов — Аркадій Любченко
- Валерія Ходос — Раїса Троянкер[3]
- Юлія Чепурко — Марія Сосюра
- Дмитро Чернов — Іван Микитенко
- Денис Щацький
- Олександр Ярема — гість з Німеччини
- Роман Ясіновський — Григорій Епік[3]

## Створення
Історична драма «Будинок „Слово“. Нескінчений роман» знята Тарасом Томенком за сценарієм, написаним ним спільно з Любов'ю Якимчук. У 2017 році він зняв документальний фільм «Будинок „Слово“», робота над яким надихнула на подальше дослідження епохи та персоналій. Проєкт художнього фільму став одним з переможців конкурсу від Держкіно та отримав державне фінансування, що покрило половину витрат на виробництво.
За словами сценаристки Любові Якимчук, «Це драма з детективними елементами. (…) У стрічці зображена радянська агентура, таємна система її роботи (ми вивчили це за тодішніми агентурними методичками), міське харківське життя з театрами й кав'ярнями, а в одному епізоді також зображене українське село, що тоді переживало Голодомор». «Після повномасштабного вторгнення є величезний запит на інформацію про покоління 20-х, про розстріляне відродження, — говорить Якимчук і додає — Можливо, хтось у фільмі вперше почує ці імена літераторів. Я сподіваюсь, що поширення інформації про це покоління будуть продовжуватися. Сподіваюсь, що після фільму люди захочуть прочитати когось з цих авторів».

### Кошторис
Проєкт картини став одним із переможців 10-го конкурсного відбору Держкіно. Сума державної фінансової підтримки фільму становить 30 млн 22 тис. 698 грн і є половиною від загальної вартості виробництва.

## Суспільний резонанс
Стрічка викликала ажіотаж на фестивалі Kharkiv MeetDocs у столичному кінотеатрі «Жовтень»: на один сеанс усі квитки були розкуплені, довелося влаштувати додатковий, на який також усе розмели.
24 лютого 2023 року в залі Сейму Литви у Вільнюсі відбувся показ фільму. Ця подія була присвячена річниці повномасштабного вторгнення російської федерації в Україну. Стрічку представляли продюсери Пилип Іллєнко, Олег Щербина та Ростислав Мартинюк.
Кінооглядач Ігор Кромф назвав повнометражний ігровий дебют Тараса Томенка «однією з найліпших історичних драм у сучасному українському кіно». Юрій Луканов доходить висновку, що «Саме це створює проблему у сприйнятті цього матеріалу. Вигадувати кулуарні епізоди, які неможливо перевірити, але які логічно вписуються у розвиток подій — не викликає заперечень. Та коли вигадуються факти, котрі претендують на роль історичних, які легко перевірити, то це може поставити під питання довіру до всього фільму. Особливо якщо глядачі — люди, котрі не дуже заглиблені в матеріал». Публіцист Віталій Портников розглядає фільм як привід для обговорення мешканців Будинку як таких, хто «намагався творити й досягти успіху в умовах фактичної втрати державності». А Віталій Гордієнко, автор каналу «Загін кіноманів», акцентує на тому, що сценарна команда пішла на пожертвування історіями представників Розстріляного відродження заради розкриття вигаданого героя Акімова, й підкреслює незмінність персонажа Миколи Хвильового протягом всього фільму.

## Нагороди
На Міжнародному кінофестивалі у Кошицях, що проходив з 8 до 10 червня 2022 року, фільм отримав нагороду «Найкращий ігровий фільм».
У листопаді 2022 року фільм отримав одразу чотири нагороди на Міжнародному кінофестивалі «I Will Tell» (Флорида, США).
1 червня 2024 року Блаженнійший Митрополит Київський і всієї України Епіфаній зустрівся у своїй резиденції з творцями фільму і відзначив творців та меценатів стрічки церковними нагородами.